# Lisle-en-Barrois
Lisle-en-Barrois is een gemeente in het Franse departement Meuse (regio Grand Est) en telt 34 inwoners (2009).
De plaats maakt deel uit van het kanton Revigny-sur-Ornain in het arrondissement Bar-le-Duc. Voor maart 2015 was het deel van het kanton Vaubecourt, dat toen werd opgeheven.

## Geografie
De oppervlakte van Lisle-en-Barrois bedraagt 33,5 km², de bevolkingsdichtheid is dus 1 inwoner per km².
De onderstaande kaart toont de ligging van Lisle-en-Barrois met de belangrijkste infrastructuur en aangrenzende gemeenten.

## Demografie
Onderstaande figuur toont het verloop van het inwonertal (bron: INSEE-tellingen).